# L'Affaire Blaireau (film, 1932)
Pour les articles homonymes, voir L'Affaire Blaireau et L'Affaire Blaireau (film, 1923).
Série
L'Affaire Blaireau (film, 1923) Ni vu, ni connu (film) (1958)
Pour plus de détails, voir Fiche technique et Distribution.
L'Affaire Blaireau est un film français réalisé par Henry Wulschleger, sorti en 1932, adaptation du livre éponyme d'Alphonse Allais. Deuxième adaptation cinématographique du roman, ce film simplifie la dramatisation amère du livre, en remplaçant l'assassinat du garde-champêtre Parju, par un simple délit. On retrouve cette légèreté dans le troisième film adapté de l'histoire, avec comme vedette Louis de Funès en 1958, intitulé Ni vu, ni connu.

## Synopsis
Le braconnier Blaireau est emprisonné pour un délit qu'il n'a précisément pas commis. Un ambitieux avocat s'avise de réhabiliter et de glorifier cet homme, qu'il prend pour un grand philosophe. Mais une fois libéré, notre héros démolit en quelques heures son prestige si laborieusement édifié par son libérateur.

## Fiche technique
- Titre : L'Affaire Blaireau
- Réalisation : Henry Wulschleger
- Scénario : Max Dianville, d'après le roman d'Alphonse Allais
- Dialogues : Max Dianville et André Mouezy-Eon
- Photographie : Maurice Guillemin
- Son : Tony Leenhardt
- Décors : Hugues Laurent
- Musique : Casimir Oberfeld
- Société de production : Les Films Alex Nalpas
- Pays d'origine :  France
- Genre : Comédie
- Durée : 100 minutes
- Date de sortie : France, 11 mars 1932

## Distribution
- Bach : Blaireau
- Alice Tissot : mademoiselle de Hautperthuis
- Charles Montel : Taupin, le garde champêtre
- Renée Veller : mademoiselle de Charville
- Pierre Juvenet : le maire
- Georges Tréville : le baron de Hautperthuis
- Louis Allibert : maître Guilloche
- Albert Broquin : le gardien de prison
- J.P. Martin : Jules Fléchard
- Édouard Hardoux : le directeur de la prison
- Georges Despaux : le brigadier
- Achille Defrenne : le président du tribunal
- Saint Ober : le secrétaire
- Lesueur : le pharmacien
- Gaillard : le gendarme
- Franceschi : le journaliste
- Riri Boucher : la chanteuse

## Influences et postérité
L'affaire Blaireau fait l'objet d'une diffusion télévisée le 2 mars 2024 dans le cadre de l'émission Cinéma de minuit sur France 3.
La première adaptation de 1923 du roman, également intitulée L'Affaire Blaireau est plus fidèle aux aspects dramatiques du livre, notamment sur le crime commis. Le troisième film Ni vu, ni connu est réalisé par Yves Robert, en 1958 mais il transforme lui aussi, le crime en simple délit trivial. En 2010, un téléfilm éponyme est réalisé par Jacques Santamaria, dans le cadre de la série Contes et nouvelles du XIXe siècle sur la chaîne nationale France 2.

## Liens connexes
- L'Affaire Blaireau (film, 1923)
- Ni vu, Ni connu, adaptation de 1958, avec Louis de Funès
- Alphonse Allais
- Braconnage
- 1932 au cinéma